# Большая Куропаточья
Большая Куропаточья — река в России, протекает по территории Нижнеколымского района Якутии, в пределах Колымской низменности. Течет по тундре на север среди множества озёр, впадает в Восточно-Сибирское море, образуя эстуарий. Бассейн реки расположен к востоку от бассейна Малой Куропаточьи и к западу от Гальгаваамы.
Длина реки — 391 км, площадь водосборного бассейна — 6240 км².
Зимой река перемерзает, а в бассейне реки образуются обширные наледи. Питание реки снеговое и дождевое.
В 1964 году в устье реки был найден вытаивающий труп гренладского кита, который впоследствии (в 1973 г.) был раскопан и изучен специалистами экспедиции Б.С. Русанова. Данный экземпляр является первым скелетом гренландского кита, древность которого превышает тысячу лет, найденным на территории Советского Союза. Радиоуглеродное датирование показало, что кит погиб более 1500 лет назад.